# Hemerodromia digitata
Hemerodromia digitata är en tvåvingeart som beskrevs av Grootaert, Yang och Saigusa 2000. Hemerodromia digitata ingår i släktet Hemerodromia och familjen dansflugor.
Artens utbredningsområde är Yunnan (Kina). Inga underarter finns listade i Catalogue of Life.